# Bill Zadick
William Michael "Bill" Zadick, (* 3. dubna 1973, Great Falls, Montana, USA) je bývalý americký zápasník – volnostylař.
Zápasení se začal věnovat v rodném Great Falls společně se svým mladším bratrem Mikem pod vedením svého otce Boba. Vrcholově se volnému stylu věnoval jako student university v Iowa City pod vedením Dana Gableho. Do americké reprezentace se mu však dlouho nedařilo probojovat. Poprvé se na významné akci mistrovství světa objevil v roce 2001. Od roku 2004 se připravoval v tréninkovém centru v Colorado Springs. V roce 2006 zaznamenal životní úspěch ziskem titulu mistra světa ve volném stylu v čínském Kantonu. V roce 2008 však prohrál v 35 letech nominaci na olympijské hry v Pekingu s Dougem Schwabem a vzápětí skončil s vrcholovým zápasením. Na olympijských hrách nikdy nestartoval. Po skončení sportovní kariéry se věnuje trenérské práci v Coloradu Springs.